# Счастливого нового дня смерти
«Счастливого нового дня смерти» (англ. Happy Death Day 2U) — научно-фантастический чёрно-комедийный слэшер режиссёра и сценариста Кристофера Лэндона, продолжение к фильму «Счастливого дня смерти» и второй фильм одноимённой франшизы. В главных ролях Джессика Рот, Израэль Бруссар, Сурадж Шарма и Стив Зисис. Фильм снова рассказывает историю Триш Глебман, оказавшейся в той же временной петле другой версии своего мира. Джейсон Блум снова выступил в качестве продюсера через свою компанию Blumhouse Productions.
Премьера состоялась 13 февраля 2019 года в США и 28 февраля в России благодаря компании Universal Pictures. Как и его предшественник, фильм получил смешанные отзывы от критиков, которые высоко оценили игру Рот, а также переход фильма на более научно-фантастический тон, при этом некоторые отметили, что он был производным от первого фильма. Он заработал 64 миллионов долларов по всему миру при бюджете в 9 миллионов долларов.

## Сюжет
Сюжет начинается в день, когда завершилось действие первого фильма, утром 19 сентября. Райан просыпается в машине рядом с университетом, возвращается в свою комнату в общежитии, где видит соседа по комнате Картера Дэвиса и его девушку Триш Гелбман. Тут его вызывают сокурсники Самар и Дре, с которыми он работает над дипломом — экспериментальным квантовым реактором. Ребята начинают разбираться с произошедшей прошлой ночью аномалией, но в лабораторию приходит декан Бронсон и объявляет о закрытии проекта из-за постоянных скачков в электросети и бесперспективности. Все расходятся, а Райана странными посланиями по телефону заманивают в пустую лабораторию, где его убивает ножом неизвестный в маске младенца — университетского талисмана.
Райан снова просыпается в машине утром 19-го. Придя в комнату, он рассказывает Картеру и Триш, что с ним произошло, Триш в ответ рассказывает свой опыт многократного переживания вчерашнего дня. Когда Райан упоминает о реакторе, они сопоставляют факты и понимают, что именно эксперименты с реактором создали петлю, в которой сначала застряла Триш, а теперь Райан; они с Картером решают помочь Райану спастись и прервать петлю, в результате ловят убийцу в маске, который оказывается вторым Райаном. Тот утверждает, что для прерывания петли иной Райан должен погибнуть. «Первый» Райан пытается прервать петлю с помощью реактора, Бронсон с охранниками, пришедшие изъять оборудование, добавляют неразберихи, в результате Райан активирует реактор и происходит мощный энергетический выброс.
Триш снова, как в первом фильме, просыпается в комнате Картера в понедельник 18-го и пытается без промедления прервать временную петлю, но быстро убеждается, что в происходящем что-то не так: в этот раз Лори — не убийца, Картер — парень Даниэль, с которой ранее он даже не был знаком, а доктор Батлер тайком от жены встречается с Лори. Райан и его команда предполагают, что реактор переместил Триш в другое измерение. Вскоре Триш узнаёт, что в этой новой реальности её мать жива, и решает остаться. Но петлю времени всё равно необходимо прервать.
Вечером Триш отправляется в больницу, чтобы остановить серийного убийцу Томбса, прежде чем он убежит, но узнаёт, что Томбс в операционной, так что не может её убить. Тем не менее они с Лори сталкиваются с убийцей в маске, который убивает Лори, а Триш в результате падает с крыши больницы и разбивается. Проснувшись снова, Триш требует, чтобы Райан и его команда прервали цикл с помощью реактора. Но для этого нужно проверить множество алгоритмов, это невозможно сделать за день. Триш становится «памятью» команды: каждый день после очередных экспериментов она запоминает наизусть всё, что они проверили, после чего, чтобы не встречаться каждый раз с убийцей, совершает самоубийство. На следующее утро она рассказывает команде всё, что уже было сделано, и эксперименты продолжаются. Когда группа наконец находит подходящий алгоритм, который закроет обе временные петли, техническая проблема приводит к задержке. Триш хочет остаться здесь, Картер призывает её передумать. Триш с родителями уезжают, чтобы скрыться от убийцы. Триш видит в вечерних новостях, что Картер и Лори убиты; если петля прервётся, они останутся мёртвыми, дозвониться до Райана не удаётся. Чтобы предотвратить включение реактора, Триш убивает себя. Цикл перезапускается, и Триш, поговорив ещё раз с матерью, решает вернуться к своей собственной реальности.
Декан Бронсон конфискует реактор. Не желая снова умирать, Триш убеждает ребят украсть реактор, для отвлечения декана привлекая Даниэль. Райан готовит устройство, Триш направляется в больницу, чтобы спасти Лори от Томбса. Там оказывается, что организатором убийства является Батлер: он собирался убить Лори, чтобы жена не узнала о его измене. Лори и Триш задерживают Батлера, но жена Батлера Стефани стреляет в Лори, а Батлер убивает её саму. Появившийся Картер отвлекает Батлера, позволяя Триш убить его. Лори выживает. Наступает момент запуска реактора, Триш и Картер целуются, а в следующий миг Триш оказывается в лаборатории. Спросив Картера о Даниэль, она понимает что Картер не ведает кто такая Даниэль, и убеждается что вернулась обратно.
Сцена после титров показывает как Триш, Картер, Райан, Самар и Дре собирают мусор в качестве наказания за неповиновение. Затем их сопровождают в лабораторию DARPA, куда реактор был помещён для дальнейших экспериментов. Триш говорит, что знает идеальный предмет для опытов. В своей спальне Даниэль просыпается, крича от ужаса.

## В ролях
- Джессика Рот — Тереза «Триш» Гелбман
- Израэль Бруссар — Картер Дэвис
- Фи Ву — Райан
- Рэйчел Мэтьюз — Даниэль
- Руби Модин — Лори Спенглер
- Сурадж Шарма — Самар Гош
- Сара Яркин — Дре Морган
- Стив Зисис — декан Роджер Бронсон
- Чарльз Эйткен — Грегори Батлер
- Лаура Клифтон — Стефани Батлер
- Джейсон Бэйл — Дэвид Гиблман
- Мисси Ягер — Джули Гиблман
- Роб Мелло — Джозеф Томбс
- Калеб Спиллардс — Тим Бауэр
- Блейн Керн — Ник Симс

## Производство
1 мая 2018 года компания Blumhouse Productions анонсировала, что Лэндон станет режиссёром сиквела, главные роли в котором вновь исполнят Джессика Рот и Израэль Бруссар.
Съёмки фильма начались 14 мая 2018 года в Новом Орлеане.

## Критика
Фильм получил смешанно-положительные оценки кинокритиков. На сайте Rotten Tomatoes фильм имеет рейтинг 70 % на основе 196 рецензии критиков со средней оценкой 6 из 10. На сайте Metacritic фильм получил оценку 57 из 100 на основе 31 рецензии, что соответствует статусу «смешанные или средние отзывы».

## Возможный триквел
Относительно возможности третьего фильма, сценарист и режиссёр Кристофер Лэндон заявил, что у него есть ещё идеи для третьего фильма, в то время как продюсер фильма и глава студии Джейсон Блум сказал, что если достаточно много людей посмотрят этот фильм, то они снимут «Счастливого дня смерти 3». В марте 2019 года, после того, когда общее количество кассовых сборов фильма оказалось меньше, чем студия планировала заработать, Блюм сообщил, что третий фильм из данной франшизы «не очень вероятен, но и не невозможен».

В сентябре 2020 года Лэндон подтвердил, что третий фильм находится в активной разработке и имеет черновое название «Счастливого нам Дня Смерти». Джессика Рот вернётся к роли. В ноябре 2020 года Лэндон заявил, что набросок сценария готов к работе и ожидает одобрения от Universal. В интервью журналу Screen Rant в феврале 2023 года Лэндон подтвердил, что запитчил фильм, и рассказал об идее фильма-кроссовера между «Днём Смерти» и «Дичью»:
Послушайте, я могу лишь сказать, что у меня уже некоторое время была одна идея для третьего «Счастливого Дня Смерти». Она уже была пропитчена, так что вполне может стать реальной. Кроссовер «Счастливого дня смерти» / «Дичи» — это скорее фантазия о совместной работе с Джессикой Рот и Кэтрин в одном фильме. И, как мне кажется, по тону они бы классно сочетались друг с другом. А вот как бы выглядел сам сюжет? Пока что не знаю.